# Eugene Albert Harlan
| 3712 Kraft | 22 dicembre 1984 |

Eugene Albert Harlan (Campbell, 7 aprile 1921 – Twain Harte, 29 marzo 2014) è stato un astronomo statunitense.
Il Minor Planet Center gli accredita la scoperta di due asteroidi, effettuate tra il 1980 e il 1984, di cui una in collaborazione con Arnold Richard Klemola.
Ha inoltre scoperto la cometa non periodica C/1976 J1 Harlan.